# Думбрава (Нушень, Бістріца-Несеуд)
Думбрава (рум. Dumbrava) — село у повіті Бистриця-Несеуд в Румунії. Входить до складу комуни Нушень.
Село розташоване на відстані 333 км на північний захід від Бухареста, 27 км на захід від Бистриці, 54 км на північний схід від Клуж-Напоки.

## Населення
За даними перепису населення 2002 року у селі проживали 57 осіб.
Національний склад населення села:
| Національність | Кількість осіб | Відсоток |
| -------------- | -------------- | -------- |
| угорці         | 31             | 54,4%    |
| румуни         | 26             | 45,6%    |

Рідною мовою назвали:
| Мова      | Кількість осіб | Відсоток |
| --------- | -------------- | -------- |
| угорська  | 31             | 54,4%    |
| румунська | 26             | 45,6%    |